# Porzellanit

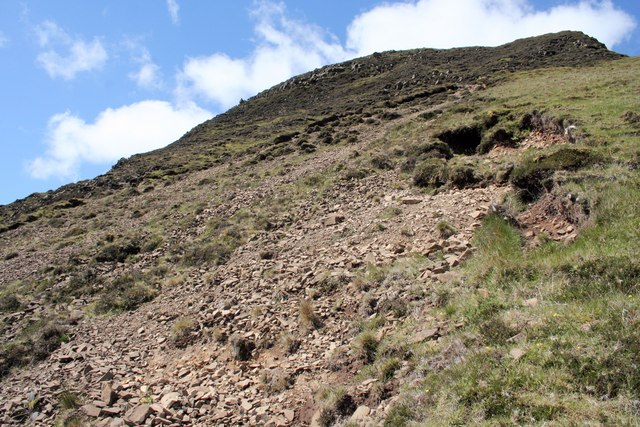
Aufschluss mit Porzellanit am Tievebulliagh (Nordirland)

Porzellanit ist ein weißes, durch Verunreinigungen auch dunkelblaues oder graues, niedrig metamorphes Gestein, das durch Verkieselung aus dem Ursprungsgestein hervorgeht. Es bildet sich unter erhöhten Druck- und Temperaturbedingungen im Grenzbereich der Diagenese aus Opal, der in Sedimenten der Tiefsee entsteht. Die Kieselsäure des Opals entstammt den winzigen Skeletten von Radiolarien, Diatomeen, Schwammnadeln oder ähnlichen Meereslebewesen mit kieseligem Skelett, seltener aus vulkanisch entstandener Kieselsäure. Der Opal des Porzellanits liegt in Tieftemperatur-Modifikationen von Cristobalit und Tridymit vor. Porzellanit geht im weiteren Verlauf der Diagenese in Quarz über, so dass das Gestein dann als Quarz-Hornstein (Chert) bezeichnet wird. Die Umwandlung von Porzellanit in Quarz-Hornstein ist nicht nur von Druck und Temperatur abhängig, sondern auch eine Funktion der Zeit. Im Nordatlantik sind deshalb die ältesten bekannten Porzellanite aus der Unteren Kreide.
Porzellanite kommen auch in Seesedimenten vor, wo sie bei geeigneten Bedingungen aus Kieselgur entstehen können. So finden sie sich zum Beispiel in den Gesteinen der Fossillagerstätte Rott bei Bonn.
Aus Porzellanit wurden in Irland im Neolithikum Steinbeile hergestellt. Als Abbauorte sind Tievebulliagh und Rathlin Island (County Antrim) nachgewiesen. 19 polierte Steinbeile barg der „Malone Hoard“ von Danesfort house.